# Teres Ágoston
Teres Ágoston (Gustav Teres), teljes nevén Terescsényi (Kecskemét, 1931. január 25. – Oslo, 2007. december 21.) magyar pap, csillagász.

## Pályafutása
A kecskeméti piaristáknál és a pápai bencéseknél tanult, majd jelentkezett a jezsuita rendbe. Mielőtt képzése véget ért volna, a rendet az állam feloszlatta 1950-ben. Teológiai tanulmányait Budapesten, a Hittudományi Akadémián folytatta, majd szerzetesi elöljáróinak kérésére külföldre távozott. Tanulmányait a burgosi és a frankfurti teológián fejezte be, és licenciátust szerzett teológiából. 1959. július 31-én pappá szentelték Frankfurtban.
1962-től a norvégiai magyarok lelkipásztora volt, Oslóban élt. Az Oslói Egyetemen matematikai, fizikai és csillagászati diplomát szerzett. 1984-től volt a Specola Vaticana (Vatikáni Csillagvizsgáló) munkatársa. Fő kutatási területét a kronológia, napfizika és a kozmológia filozófiai vonatkozásai képezték.
2004-től magyar fizikusokkal és teológusokkal együttműködve megalapította a MANRÉZA SZIMPÓZIUM előadás-sorozatot, mely két évente zajlik; a vallás és a tudomány párbeszédét segíti elő. A 2004-es konferencia a kozmológia és filozófia kapcsolatát, a 2006-os szimpózium pedig a fejlődéselmélet és földön kívüli élet kérdéseit vizsgálta. A 2008-as összejövetel emlékére jött létre.
Számos ismeretterjesztő előadást tartott országszerte, szívén viselte az ifjúság informálását a tudomány és vallás kapcsolatáról; gyakori vendége volt a papnevelő intézeteknek is.
2007. december 21-én hunyt el Oslóban.
2008 június 21-én Magyar Örökség díjat kapott.

## Művei
- Biblia és asztronómia (4 kiadás magyarul, fordítás: angol 'The Bible and Astronomy', 3 kiadás)
- Nagy jel az égen. Az újjáéledő rózsafüzér
- MANRÉZA SZIMPÓZIUM 2004 (szerk.: Teres Ágoston - Hetesi Zsolt)
- MANRÉZA SZIMPÓZIUM 2006 (szerk.: Teres Ágoston - Hetesi Zsolt)